# عين الله كندي
عين‌ الله كندي هي قرية في مقاطعة مشكين شهر، إيران. عدد سكان هذه القرية هو 161 في سنة 2006.